# Petr Petržílek
Petr Petržílek (* 4. dubna 1971 Chrudim) je český politik, právník a vysokoškolský pedagog, v letech 2002 až 2005 náměstek ministra životního prostředí ČR, od roku 2010 zastupitel města Úvaly v okrese Praha-východ (v letech 2010 až 2014 také místostarosta), člen ČSSD.

## Život
Vystudoval Provozně ekonomickou fakultu České zemědělské univerzity v Praze se specializací na evropskou integraci (získal titul Ing.) a také Fakultu sociálně ekonomickou Univerzity Jana Evangelisty Purkyně v Ústí nad Labem se specializací na lidské zdroje (získal titul Bc.). Později pak absolvoval Právnickou fakultu Univerzity Karlovy v Praze, kde postupně získal tituly Mgr., JUDr. a Ph.D. Diplomovou i disertační práci napsal z oblasti práva životního prostředí.
V letech 1994 až 1998 byl hlavním právníkem v sekci právní Výkonného výboru Pozemkového fondu ČR. Následně přešel na Ministerstvo životního prostředí ČR, kde působil v letech 1998 až 2001 jako ředitel legislativního odboru a v letech 2001 až 2002 jako poradce ministra životního prostředí ČR pro legislativu a vstup ČR do EU.
Od srpna 2002 do září 2005 zastával pozici náměstka ministra životního prostředí ČR Libora Ambrozka a ředitele sekce legislativy a státní správy. Následně byl až do července 2006 šéfporadcem premiéra ČR Jiřího Paroubka.
Mezi roky 2005 a 2010 pracoval také jako lektor Vysoké školy finanční a správní v Praze, kde přednášel na téma právo životního prostředí a ekonomiky udržitelného rozvoje. K tomu byl v letech 2006 až 2010 advokátním koncipientem a od dubna 2010 je advokátem, jednatelem a jediným společníkem ve firmě AK Petržílek.
Petr Petržílek je předsedou představenstva spolku Czech - China Centrum, jehož cílem je rozvíjení činnosti směřující k podpoře a všestrannému rozvoji styků mezi občany a organizacemi České republiky a Čínské lidové republiky. Jedním z hlavních cílů je rozvoj a šíření čínské medicíny v České republice.
Petr Petržílek žije ve městě Úvaly v okrese Praha-východ.

## Politická kariéra
V letech 2006 až 2011 vedl politicko-analytickou sekci ČSSD a za stranu byl též v letech 2006 až 2010 stínovým ministrem životního prostředí ČR. Mezi lety 2014 a 2017 působil jako poradce premiéra ČR Bohuslava Sobotky.